# 1958 a sportban
1958 legfontosabb sporteseményei a következők voltak:

## Események

### Határozott dátumú események
- március 4.–május 9. – Sakkvilágbajnoki visszavágó párosmérkőzés Moszkvában Mihail Botvinnik és Vaszilij Szmiszlov között, amelyen Botvinnik visszaszerzi világbajnoki címét.
- június 13.–június 29. – Svédországi labdarúgó-világbajnokság, amelyen Brazília csapata nyeri el a világbajnoki címet.
- augusztus 15–17. kajak-kenu világbajnokság (Prága)
- augusztus 31.–szeptember 6. – Úszó-, műugró- és vízilabda-Európa-bajnokság Budapesten.

### Határozatlan dátumú események
- Mike Hawthorn nyeri a Formula–1-es világbajnokságot a Ferrarival.
- Birkózó-világbajnokság Budapesten. (A magyar csapat egyetlen aranyérmét Polyák Imre nyeri.)
- Ejtőernyős-világbajnokság Pozsonyban. (A magyar csapat 1000 méteres csoportos célbaugrásban megszerzi a sportág első magyar világbajnoki aranyérmét.)
- Öttusa-világbajnokság Hershey-ben. (Balczó András egyéniben ezüstérmet nyer.)
- Súlyemelő-világ- és Európa-bajnokság Varsóban. (A magyar csapat egyetlen érmét nyerő Földi Imre bronzérmes.)
- Vívó-világbajnokság Budapesten. (Kárpáti Rudolf, a magyar női tőrcsapat és a magyar férfi párbajtőrcsapat aranyérmet nyer.)
- Evezős-Európa-bajnokság Mâconban.
- Kajak–kenu Európa-bajnokság Duisburgban. (A magyar csapat hét aranyérmet nyer.)
- Női kosárlabda-Európa-bajnokság Lengyelországban, melyet a bolgár csapat nyer.
- Sportlövő-Európa-bajnokság Milánóban. (A magyar csapat három aranyérmet nyer.)
- A Vasas labdarúgócsapata a BEK-ben eljut a legjobb négy közé, és úgy esik ki, hogy a Népstadionban 109 ezer ember előtt 2:0-ra legyőzi a Real Madridot. Ez mindmáig magyar rekord a legrangosabb európai labdarúgó kupában.
- Az MTK nyeri az NB 1-et. Ez a klub 18. bajnoki címe.

## Születések
- január 13. – Francisco Buyo, spanyol válogatott labdarúgókapus
- január 21. – Huszejn Szaíd, ázsiai játékok aranyérmes iraki válogatott labdarúgó
- január 22. – Níkosz Anasztópulosz, görög válogatott labdarúgó, edző
- január 26. – Gian Piero Gasperini, olasz labdarúgó, edző
- február 9. – Cyrille Regis, angol válogatott labdarúgó, csatár, edző († 2018)
- február 17. – Szerhij Pavlovics Baltacsa, szovjet válogatott ukrán labdarúgó
- február 24. – Jim Brogan, amerikai kosárlabdázó, edző
- február 28. – Mark Pavelich, olimpiai bajnok amerikai válogatott jégkorongozó († 2021)
- március 3. – Bob Bradley, amerikai labdarúgóedző
- március 7. – John Lowey, angol labdarúgó († 2019)
- március 25. – Volodimir Vasziljovics Bezszonov, ukrán labdarúgóedző, szovjet válogatott labdarúgó
- március 26. – Elio de Angelis, olasz autóversenyző († 1984)
- március 29.
  - Jurij Igorjevics Pimenov, világbajnok és olimpiai ezüstérmes szovjet-orosz evezős († 2019)
  - Nyikolaj Igorjevics Pimenov, világbajnok és olimpiai ezüstérmes szovjet-orosz evezős
- április 1. – Tita, Copa América-győztes brazil válogatott labdarúgó, edző
- április 4. – Lam Jones, olimpiai bajnok amerikai rövidtávfutó, amerikaifutball-játékos († 2019)
- április 5.
  - Johan Kriek, dél-afrikai születésű amerikai teniszező
  - Kevin Krook, kanadai jégkorongozó
- április 17. – Bíró Imre, magyar nemzetiségű román válogatott labdarúgó
- április 23. – Magnus Andersson, svéd válogatott labdarúgó
- április 28. – Jórgosz Kosztíkosz, görög válogatott labdarúgó
- június 2. – Kun Lajos, magyar labdarúgó, csatár († 2019)
- június 4. – Dzintars Krišjānis, olimpiai ezüstérmes szovjet-lett evezős († 2014)
- június 14. – Eric Heiden, olimpiai bajnok amerikai gyorskorcsolyázó
- június 15. – Riccardo Paletti, olasz Formula–1-es autóversenyző († 1982)
- június 16. – Ulrike Tauber, olimpiai, világ- és Európa-bajnok NDK-s úszónő
- június 20. – Ron Hornaday Jr., NASCAR Truck Series-bajnok amerikai autóversenyző
- június 22. – Rodion Cămătaru, román válogatott labdarúgó
- július 10. – Ilkka Sinisalo, finn jégkorongozó († 2017)
- július 11. – Hugo Sánchez, mexikói válogatott labdarúgó
- július 12. – Michael Robinson, ír válogatott labdarúgó († 2020)
- július 26. – Vlagyimir Petrovics Skurihin, világ- és Európa-bajnok, olimpiai ezüstérmes szovjet válogatott orosz röplabdázó († 2017)
- augusztus 6. – Philippe Jeannol, olimpiai bajnok francia labdarúgó, hátvéd
- augusztus 10. – Michael Dokes, amerikai profi ökölvívó, világbajnok († 2012)
- augusztus 18. – Didier Auriol, francia autóversenyző
- szeptember 2. – Olekszandr Fedorovics Manacsinszkij, ukrán úszó, olimpikon († 2020)
- szeptember 20. – Csonkics Tünde, magyar sakkozó, női nemzetközi nagymester, magyar bajnok
- szeptember 26. – Kenny Sansom, angol válogatott labdarúgó
- szeptember 30. – Bengt Levin, világbajnoki ezüstérmes svéd tájfutó († 2020)
- október 2. – Didier Sénac, olimpiai bajnok francia labdarúgó, hátvéd, edző
- október 6. – Szergej Alekszandrovics Milnyikov, olimpiai és világbajnok szovjet válogatott orosz jégkorongozó († 2017)
- október 8. – Jean-Christophe Thouvenel, olimpiai bajnok francia labdarúgó, hátvéd
- október 18.
  - Julio Olarticoechea, világbajnok argentin válogatott labdarúgó
  - Predrag Pašić, jugoszláv válogatott bosnyák labdarúgó, középpályás, csatár
- október 24. – Alain Couriol, francia válogatott labdarúgó, csatár
- november 4. – Bert Romp, olimpiai bajnok holland lovas († 2018)
- november 30. – Michel Bibard, olimpiai bajnok és világbajnoki bronzérmes francia labdarúgó, hátvéd, edző
- december 21. – Császár Attila, világbajnoki bronzérmes magyar kajakozó, edző († 2017)

## Halálozások
- ? – Dante Carniel, világbajnok olasz tőrvívó, olimpikon (* 1890)
- ? – Fred Ellis, amerikai autóversenyző (* 1889)
- január 3. – Dunc Munro, olimpiai bajnok és Stanley-kupa győztes kanadai jégkorongozó (* 1901)
- január 5. – William Hirons, olimpiai bajnok brit kötélhúzó (* 1871)
- február 5. – Oreste Puliti, négyszeres olimpiai és háromszoros világbajnok olasz tőr- és kardvívó (* 1891)
- február 21. – Drahomír Jirotka, Európa-bajnoki ezüst- és bronzérmes csehszlovák jégkorongozó, olimpikon (* 1915)
- február 6.
  - Roger Byrne, angol válogatott labdarúgó (* 1929)
  - Geoff Bent, angol labdarúgó, a Manchester United FC csatára, egyike annak a nyolc játékosnak, akik a müncheni légikatasztrófában vesztették életüket (* 1932)
  - Billy Whelan, ír válogatott labdarúgó, a Manchester United FC csatára. Egyike annak a nyolc játékosnak, akik a müncheni légikatasztrófában vesztették életüket (* 1935)
  - Mark Jones, angol labdarúgó, a Manchester United FC csatára. Egyike annak a nyolc játékosnak, akik a müncheni légikatasztrófában vesztették életüket (* 1933)
  - David Pegg, a Manchester United FC csatára. Egyike annak a nyolc játékosnak, akik a müncheni légikatasztrófában vesztették életüket (* 1935)
- február 28. – Alberto Marcovecchio, argentin válogatott labdarúgó (* 1893)
- március 14. – Marius Lefèrve, olimpiai ezüstérmes dán tornász (* 1875)
- március 17. – John Pius Boland, olimpiai bajnok brit teniszező, ír politikus (* 1870)
- március 25. – Maksimilijan Mihelčič, jugoszláv válogatott szlovén labdarúgó, olimpikon (* 1905)
- március 28. – Arthur Hermann, olimpiai ezüst- és bronzérmes francia tornász (* 1893)
- április 6. – Georges Thurnherr, olimpiai bronzérmes francia tornász (* 1886)
- április 8. – Rodrigo Bertinotti, olimpiai bronzérmes olasz tornász (* 1886)
- április 19. – Andreas Strand, olimpiai ezüstérmes norvég tornász (* 1889)
- április 25. – Sylvester Granrose, finn születésű amerikai olimpikon (* 1898)
- május 9. – Charles Atkin, olimpiai bajnok brit gyeplabdázó, orvos (* 1958)
- június 1. – Raoul Caudron, francia válogatott szövetségi kapitány (* 1883)
- június 3. – Charles Lannie, olimpiai ezüstérmes belga tornász (* 1881)
- július 10. – Friedrich Maurer, olimpiai ezüstérmes osztrák kézilabdázó (* 1912)
- augusztus 3. – Peter Collins, brit Formula–1-es autóversenyző (* 1931)
- augusztus 14. – Tilli Endre, olimpiai bronzérmes, világbajnok tőrvívó (* 1927)
- augusztus 22. – Dummy Taylor, World Series bajnok amerikai baseballjátékos (* 1875)
- augusztus 28.
  - Jean Dubuc, World Series bajnok amerikai baseballjátékos (* 1888)
  - Daniel Norling, olimpiai bajnok svéd tornász és olimpiai bajnok díjugrató (* 1888)
- augusztus 30. – Alfredo Brown, argentin válogatott labdarúgó (* 1886)
- szeptember 11. – Arvid Holmberg, olimpiai bajnok svéd tornász (* 1886)
- szeptember 21. – Peter Whitehead, brit autóversenyző, az 1951-es Le Mans-i 24 órás verseny győztese, Formula–1-es pilóta (* 1914)
- szeptember 22. – Heikki Lehmusto, olimpiai bronzérmes finn tornász (* 1884)
- szeptember 28. – Mezzi Andreossi, Európa-bajnok, olimpiai és világbajnoki bronzérmes svájci válogatott jégkorongozó (* 1897)
- október 7. – Chick Brandom, World Series bajnok amerikai baseballjátékos (* 1887)
- október 11. – Ira Thomas, World Series bajnok amerikai baseballjátékos (* 1881)
- október 24. – Borsányi Ferenc, magyar válogatott labdarúgó (* 1902)
- november 11. – Helge Bäckander, olimpiai bajnok svéd tornász (* 1891)
- november 23. – Nikólaosz Jeorgandász, olimpiai bronzérmes görög atléta, kötélhúzó. Az 1906-os nem hivatalos olimpián 3 érmet is szerzett atlétikában (* 1880)
- december 8.
  - Wilhelm Grimmelmann, olimpiai bronzérmes dán tornász (* 1893)
  - Tris Speaker, World Series bajnok amerikai baseballjátékos, menedzser, National Baseball Hall of Fame and Museum tag (* 1888)
- december 13. – Elis Sipilä, olimpiai bronzérmes finn tornász (* 1876)
- december 18.
  - Hans Bredmose, olimpiai 4. helyezett dán tornász (* 1888)
  - Harvey Wood, olimpiai bajnok brit gyeplabdázó (* 1885)